# Рауэлл, Рейнбоу
Ре́йнбоу Рауэлл (англ. Rainbow Rowell; р. 1973) — американская писательница, журналистка. Наиболее известна своими подростковыми романами «Элеонора и Парк» и «Фанатка».

## Биография
Рейнбоу Рауэлл родилась 24 февраля 1973 года в Небраске, США.
Рауэлл вела колонку и была агентом по написанию рекламных текстов в газете «Omaha World-Herald» с 1995 по 2012 год.
После ухода из газеты Рауэлл начала работать на рекламное агентство и писать свой первый опубликованный роман «Верность» (англ. Attachments) в свободное время. В это время Рауэлл родила ребёнка, поэтому вынуждена была приостановить работу над рукописью на два года. Роман был опубликован в 2011 году и повествует о системном администраторе, который влюбляется в женщину, корреспонденцию которой он отслеживал. Журнал «Kirkus Reviews» включил книгу в список выдающихся дебютов того года.
В 2013 году Рауэлл опубликовала два подростковых романа — «Элеонора и Парк» (англ. Eleanor & Park) и «Фанатка» (англ. Fangirl). Обе книги попали в список лучших подростковых романов за тот год по версии The New York Times. Роман «Элеонора и Парк» также был выбран одной из 10 лучших книг 2013 года по версии Amazon и был назван лучшим подростковым романом того же года по версии Goodreads.
В 2013 году работа Рауэлл подверглась негативному вниманию, когда группа родителей из старшей школы Миннесоты подвергли сомнению книгу «Элеонора и Парк», в результате чего было отменено приглашение Рауэлл на библиотечное мероприятие. В конечном итоге группа родителей решила, что книга может остаться на библиотечных полках. Рауэлл отметила в интервью, что материал, который они назвали «непристойным», — это то, с чем многим детям приходится сталкиваться в трудных ситуациях.
Рауэлл опубликовала свой четвёртый роман «Звонок в прошлое» (англ. Landline) 8 июля 2014 года. Роман описывает женатую пару с проблемами в браке. В 2014 году Рауэлл подписала контракт с издательством «First Second Books» на написание двух графических романов.
Пятая книга Рауэлл «Так держать!» (англ. Carry On) была опубликована 6 октября 2015 года. Она основана на вымышленной серии книг, центральных в сюжете «Фанатки». Она выступает в качестве восьмой книги в серии Джеммы Т. Лесли о мальчике-волшебнике по имени Саймон Сноу, который учится в школе волшебников Уотфорд. На восьмом году обучения в школе Саймон пытается примириться с тем, что он Избранный и должен уничтожить Тоскливиуса Коварного, волшебное зло, разрушающее магический мир. Он отправляется в приключение с лучшей подругой Пенелопой и своей девушкой Агатой. Несмотря на то, что это часть фэнтезийной серии в рамках «Фанатки», этот роман — отдельная книга. Он во многом основан на серии о Гарри Поттере Джоан Роулинг.
Рауэлл живёт в Омахе, Небраска, со своим мужем и двумя сыновьями.

### Книги для подростков
- 2013 — «Элеонора и Парк» (англ. Eleanor & Park)
- 2013 — «Фанатка» (англ. Fangirl)
- 2015 — «Так держать!» (англ. Carry On)
- 2019 — «Непутёвый сын» (англ. Wayward Son)

### Книги для взрослых
- 2011 — «Верность» (англ. Attachments)
- 2014 — «Звонок в прошлое» (англ. Landline)

### Рассказы
- 2014 — «Полночь» (англ. Midnights) в составе сборника «12 историй о настоящей любви» (англ. My True Love Gave to Me: Twelve Holiday Stories)
- 2016 — «Родственные души» (англ. Kindred Spirits)

### Комиксы
- 2017 — «Беглецы» (англ. Runaways)

## Экранизация
DreamWorks и Карла Хэкен планируют снять фильм по роману «Элеонора и Парк». Рауэлл попросили написать сценарий.